# Coepelduynen
De Coepelduynen is het duingebied aan de Nederlandse kust tussen Noordwijk en Katwijk.
Door dit duingebied loopt een fietspad van de Koningin Astridboulevard in Noordwijk naar het parkeerterrein Noord in Katwijk.
Een gebied met een oppervlakte van 188 ha is aangemerkt als Natura 2000-gebied (gebiedsnummer 96, classificatie Duinen). Het gebied wordt beheerd door Domeinen en Staatsbosbeheer.

## Trivia
In de Coepelduynen werden in 1968 opnames gemaakt voor de Britse speelfilm Secret Ceremony van Joseph Losey met Liz Taylor, Mia Farrow en Robert Mitchum.

## Galerij

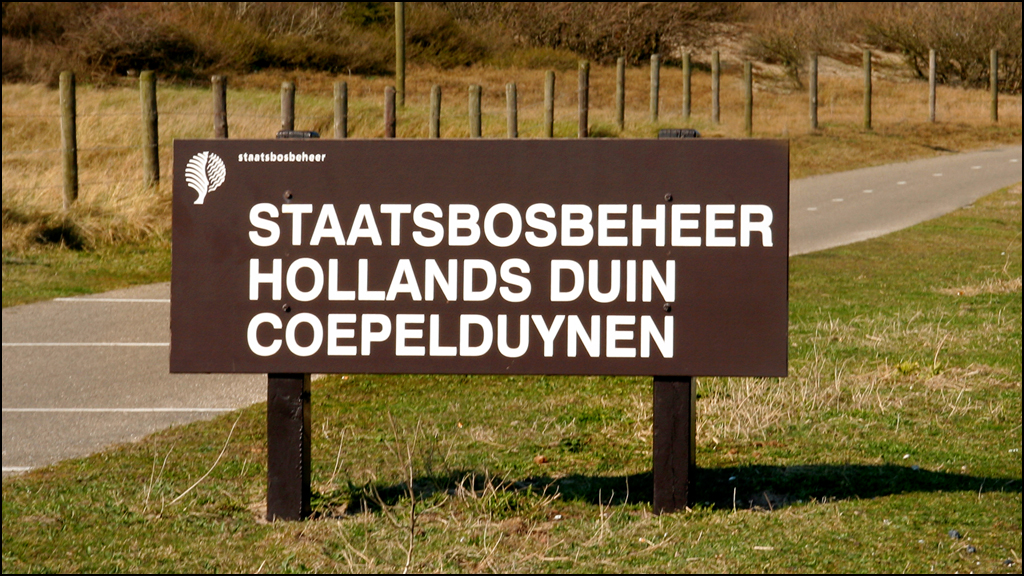
Katwijk
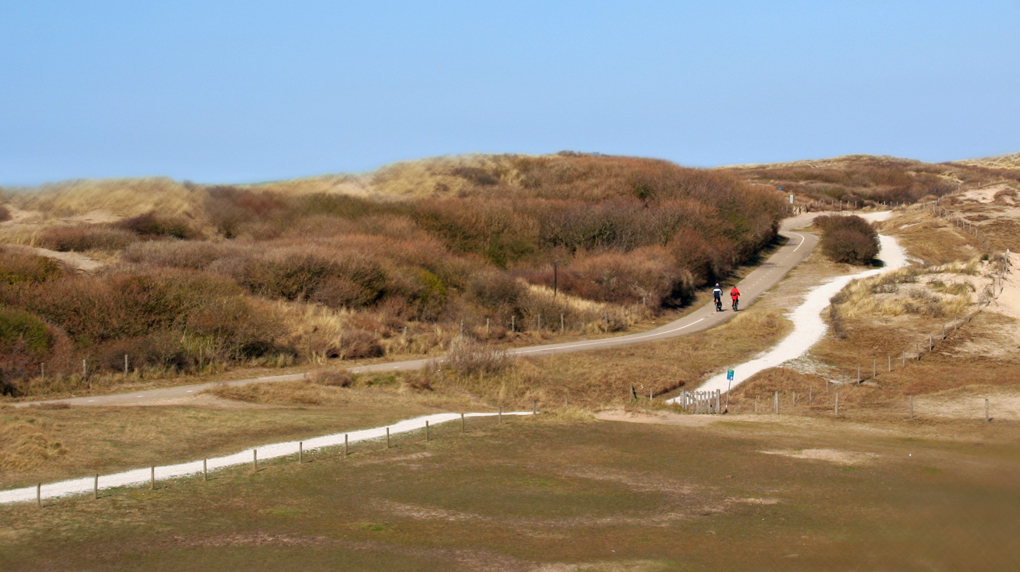
Vanaf Katwijk
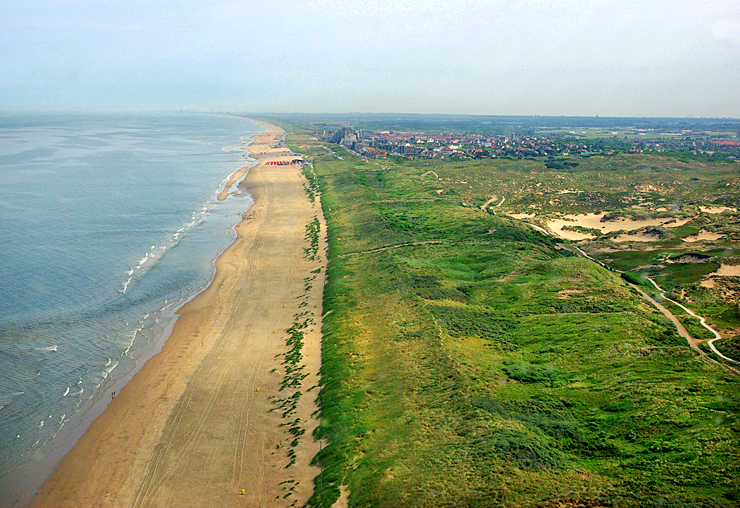
Kuststrook en Coepelduynen van Katwijk naar Noordwijk